# Turbinicarpus
Turbinicarpus és un gènere de petits a mitjans cactus natius de les terres àrides del centre de Mèxic.
Es troben al nord-est de les regions de Mèxic, en particular els estats de San Luis Potosí, estat de Guanajuato, Nuevo León, Querétaro, Hidalgo, Coahuila, Tamaulipas i Zacatecas.

## Descripció
Aquestes plantes suculentes creixen principalment en sòls de pedra calcària (mai sobre sòl volcànic), a altituds d'entre 300 i 3300 msnm. Solen limitar-se a hàbitats específics, generalment hostils per a la majoria de les plantes, principalment en zones rocoses molt drenades, compostes de pedra calcària, gres, esquist (neutre o alcalí), o en guix, de vegades tan pur que és gairebé blanc. En particular, en sentit estricte Turbinicarpus està adaptada a nínxols extrems: més del 80% de les espècies creixen en esquerdes de roques o entre les pedres sota d'elles, on la pols acumulada és suficient per permetre el desenvolupament de l'arrel. Sembla gairebé impossible que plantes tan petites puguin sobreviure en un entorn d'aquest tipus, no obstant això en les espècies que habiten a les zones seques i exposades, l'arrel és molt gruixuda, convertint-se en una arrel primària i actuant com una àncora però, el més important, és un magatzem d'aigua per als períodes secs. Són capaços de retreure per quedar gairebé ocultes a la terra de manera que estiguin menys exposades al sol i les espines sovint es transformen en una estructura semblant al paper per absorbir la major quantitat d'aigua. A més, el color de l'epidermis i l'entrellaçat d'espines les mimetitzen amb el sòl, el que garanteix una certa protecció davant possibles herbívors.

## Taxonomia

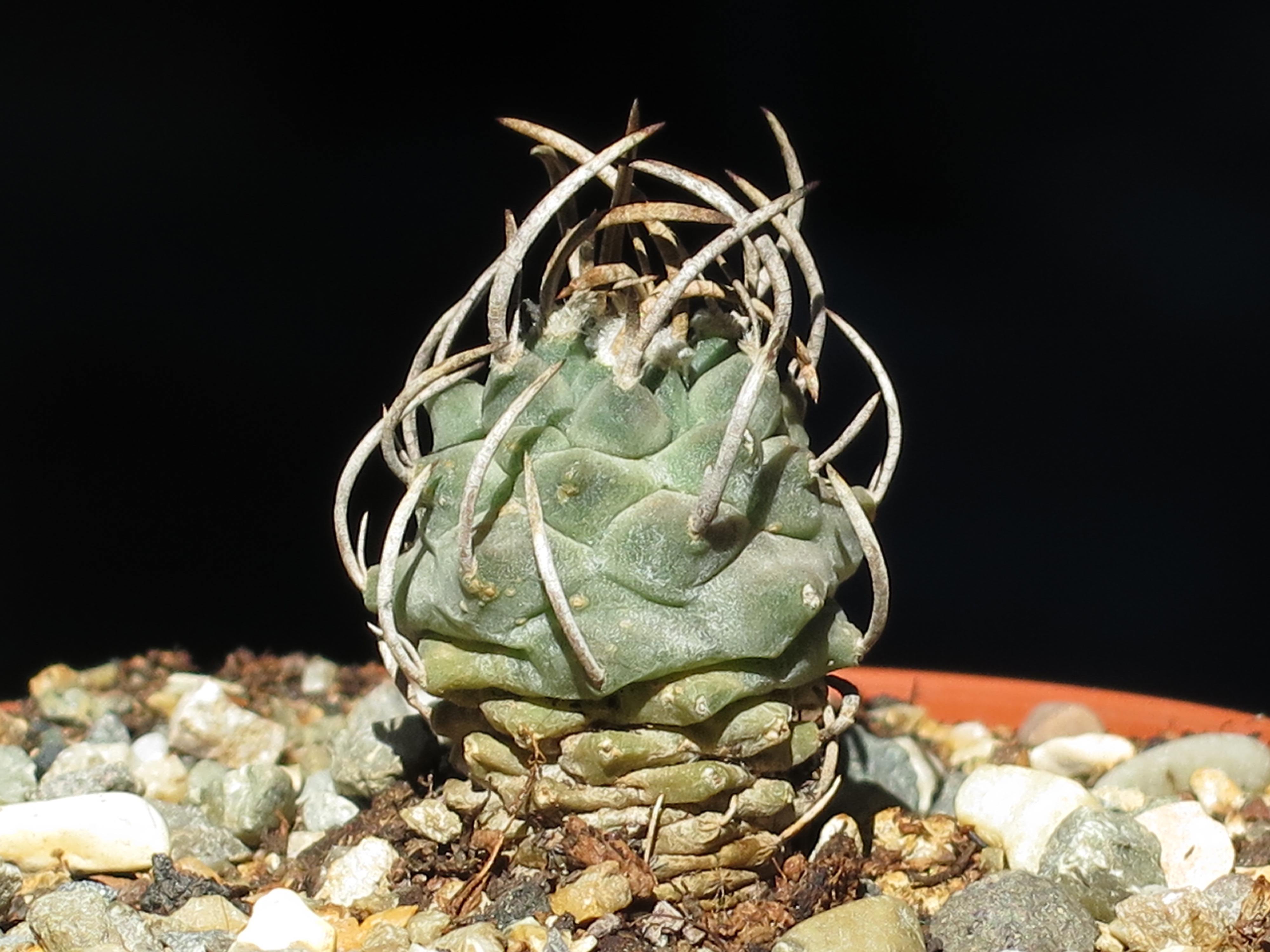
Turbinicarpus schmiedickeanus subsp. schwarzii

El gènere va ser descrit per (Backeb.) Buxb. i Backeb. i publicat a Jahrbuch der Deutschen Kakteen-Gesellschaft 1937(1): 27. 1937. L'espècie tipus és: Turbinicarpus schmiedickeanus
Etimologia
Turbinicarpus: nom genèric que deriva del llatí "turbo" = "vèrtebres" i del grec "καρπός" (karpos) = "fruita", on es refereix a la forma de la fruita.
- Turbinicarpus alonsoi
- Turbinicarpus bonatzii
- Turbinicarpus booleanus
- Turbinicarpus gielsdorfianus
- Turbinicarpus hoferi
- Turbinicarpus horripilus
- Turbinicarpus jauernigii
- Turbinicarpus knuthianus
- Turbinicarpus laui
- Turbinicarpus lophophoroides
- Turbinicarpus mandragora
- Turbinicarpus nieblae
- Turbinicarpus pseudomacrochele
- Turbinicarpus pseudopectinatus
- Turbinicarpus rioverdensis
- Turbinicarpus saueri
- Turbinicarpus schmiedickeanus
- Turbinicarpus subterraneus
- Turbinicarpus swobodae
- Turbinicarpus valdezianus
- Turbinicarpus viereckii
- Turbinicarpus ysabelae
- Turbinicarpus zaragosae